# Charles Goldfarb

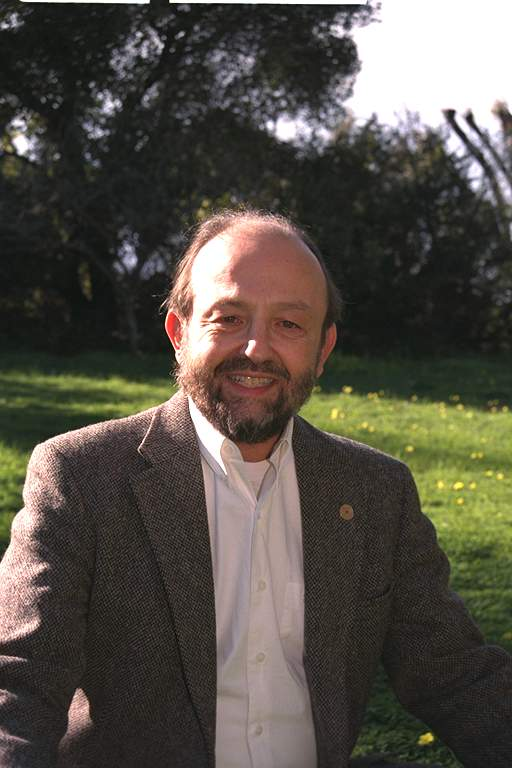
Charles Goldfarb

Charles F. Goldfarb wurde vor allem durch seine Mitarbeit an IBMs Beschreibungssprache Generalized Markup Language (GML) 1969 bekannt, die er zusammen mit Ed Mosher und Ray Lorie entwickelte. 1974 entwickelte Charles Goldfarb GML weiter zu Standard Generalized Markup Language (SGML), von der beispielsweise die Auszeichnungssprache XML eine Untermenge ist.
Heute ist Charles F. Goldfarb Ehrenmitglied des amerikanischen Fachverbands für technische Kommunikation STC (Society for Technical Communication) und Träger des PIA Gutenberg-Preises.

## Veröffentlichungen
- The SGML Handbook, Oxford University Press (1991), ISBN 0-19-853737-9
- SGML Buyer’s Guide, Prentice Hall (1998), ISBN 0-13-681511-1
- XML Handbuch, Prentice Hall (1999), ISBN 3-8272-9575-0